# 14 Dywizjon Artylerii Ciężkiej (1939)
14 dywizjon artylerii ciężkiej (14 dac) – pododdział artylerii ciężkiej Wojska Polskiego.
Dywizjon nie występował w pokojowej organizacji wojska. Został sformowany w sierpniu 1939 roku, w Poznaniu, przez 7 pułk artylerii ciężkiej z przeznaczeniem dla 14 Dywizji Piechoty.

## 14 dac w kampanii wrześniowej

### Mobilizacja
14 dywizjon artylerii ciężkiej typu II został zmobilizowany w ramach mobilizacji alarmowej w dniach 24-25 sierpnia w Poznaniu, w grupie żółtej w czasie od A+24 do A+28. Dywizjon był początkowo formowany w koszarach 7 pac w Poznaniu na Sołaczu, a następnie na terenie jednego z pobliskich fortów. Stawiennictwo rezerwistów i pobór koni oraz wozów przebiegał bez większych zakłóceń. 14 dac osiągnął gotowość bojową zgodnie z planem mobilizacyjnym. Po zmobilizowaniu 27 sierpnia dywizjon wizytował dowódca 14 DP gen. bryg. Franciszek Wład. 30 sierpnia dywizjon przeszedł na wyznaczone wcześniej stanowiska ogniowe na terenie Poznania. 1 bateria zajęła stanowiska przy ul. Świętego Łazarza koło fortów nr VII i nr VIII. 2 bateria na stadionie przy ul. Górna Wilda. W jego skład weszły dwie trzydziaławe baterie: armat 105 mm i haubic 155 mm.

### Działania bojowe
W chwili wybuchu wojny dywizjon razem z innymi oddziałami 14 DP znajdował się w ugrupowaniu osłonowym armii. W nocy z 2 na 3 września przemaszerował w okolice Swarzędza, gdzie koncentrowała się 14 DP. Nocą 3/4 września przemieścił się w okolice Czerniejewa, Grabowa i Nekli. 4 września dotarł do Powidza. Nocą 5/6 września pomaszerował w okolice Skulska. 6/7 września przeszedł do Kłodawy, przez Ślesin Sompolno, Babiak i zatrzymał się na postój w lesie koło Nowin Brdowskich. 7/8 września dotarł w rejon Krośniewic i stanął na postój w Dzierzbicach. Nocą 8/9 września podjął marsz na Kutno, osiągając rejon Strzegocin, Rybie, Bielawki. 9 września rano dotarł w rejon Kutna, gdzie 14 DP weszła w skład Grupy Operacyjnej gen. bryg. Edmunda Knoll-Kownackiego i stanął na postój w pobliżu Nowej Wsi.   

#### Udział w bitwie nad Bzurą
9 września dywizjon od godz. 18.00 wspierał natarcie wzdłuż szosy Kutno-Piątek. Prowadził ostrzał w grupie artylerii ogólnego działania 14 DP. Ostrzałem 14 dac obezwładniono niemiecką baterię artylerii. 10 września podczas natarcia piechoty 14 DP, 14 dac położył skuteczny ogień na Piątek, gdzie ranny został dowódca niemieckiej 30 DP gen. Briesen. W trakcie dalszych walk 14 dac skutecznie ostrzelał kontratak niemieckiej piechoty prowadzony z rejonu Janowic. Po czym celnie ostrzelał stanowiska ogniowe niemieckiej artylerii w okolicach Piątku. Ok. godz. 13.00 niemieckie oddziały rozpoczęły odwrót, 14 dac ostrzeliwał wycofujące się niemieckie pojazdy mechaniczne i tabory konne. Odwrót niemiecki próbowała osłonić ich artyleria, która usiłowała położyć ogień na stanowiska 14 dac. Natychmiast namierzono niemiecką baterię artylerii i stoczono z nią pojedynek artyleryjski, zmuszając ją do milczenia i unieszkodliwiając jej działa. 10 września wieczorem 14 dac zwinął swoje stanowiska i przegrupował się w rejon Piątku. Od rana 11 września dywizjon miał wspierać natarcie 57 pułku piechoty i 58 pułku piechoty w czasie natarcia na Stryków i Bartoszewice, poprzez Mąkolice, Wolę Mąkolską i las Pludwiny. Ostrzelanie przez artylerię niemiecką w Mąkolicach stanowisk 14 dac i II dywizjonu 7 pac w godzinach od 20.00-22.00 i położenie nawały ogniowej o godz. 23.00 spowodowało wybuch paniki w obu dywizjonach i ich częściowe rozproszenie. Z tego powodu natarcie piechoty 14 DP zostało wstrzymane do godzin nocnych. Przez cały dzień 12 września dywizjon porządkował swoje szeregi i zbierał rozproszonych żołnierzy i konie. W wyniku silnych kontrataków niemieckiej 10 DP, na 14 DP dalsze jej natarcie na Stryków zostało zatrzymane. 13/14 września 14 dac podjął marsz odwrotowy szosą Piątek-Kutno, zajmując stanowiska ogniowe na północ od Młogoszyna. Zadaniem dywizjonu było wsparcie od rana 57 pp na przyczółku na południowym brzegu Bzury, który osłaniał odwrót 14 DP na północny brzeg Bzury.  
13 września przed wieczorem 14 dywizjon podjął marsz w rejon Dębowa Góra, Bąków, gdzie dotarł przed południem. Po krótkim postoju rozpoczęto marsz po południu do rejonu Wyborów, Chąśno. Tu skoncentrowała się prawie cała 14 DP. Nocą 15/16 września 14 dac wraz z taborem i kolumną amunicyjną podjął marsz do rejonu Bronisławy, Złota, Szwarocin. Rano 16 września po dotarciu przed las Emilianów, na rozkaz dowódcy 14 DP, dywizjon zajął stanowiska ogniowe przy drodze marszu, w pobliżu dworu Jeziorki i na południe od wsi Jeziorki. Przygotowano też stanowiska do ostrzału ogniem na wprost. Rozwinięto punkty obserwacyjne, ale ciągły ostrzał niemieckiej artylerii niszczył linie telefoniczne, wobec czego 14 dac prowadził ostrzał według mapy. Ostrzeliwano skrzyżowania dróg i miejscowości, gdzie miały przebywać niemieckie oddziały. Od godz.10.50 14 dac wraz z dywizjonem II/14 pułku artylerii lekkiej miał wesprzeć planowane na godz. 11.00 natarcie 57 pp na północną część lasu Emilianów. O godz. 10.30 niemiecka 1 Dywizja Pancerna wykonała natarcie wyprzedzające. Niemieckie czołgi wykonały natarcie pomiędzy lasem Emilianów, a wsią Szwarocin. Niemiecki pułk pancerny w trakcie natarcia rozbił III batalion 57 pp oraz lewoskrzydłową kompanię II batalionu. Niemieckie czołgi wyszły wprost na Jeziorki i rozgromiły 14 dywizjon artylerii ciężkiej na stanowiskach ogniowych. Dywizjon bronił się prowadząc ogień na wprost, zniszczył co najmniej 5 niemieckich czołgów. Poniesiono olbrzymie straty w obsługach, które częściowo poległy przy działach, lub dostały się do niemieckiej niewoli. Przy działach ciężko ranny został mjr Eugeniusz Szary i por. Franciszek Kłos. Wszystkie działa i jaszcze zostały na placu boju. Ucierpiał też mocno II/14 pal. Wraz z ocalałym oficerem zwiadowczym i oficerem łączności dywizjonu wycofały się rozbitki 14 dac, w tym ranni na wozie dowódcy: 14 dywizjonu i 1 baterii. Grupa rozbitków 14 dac pomaszerowała do Puszczy Kampinoskiej bez kontaktu z macierzystą dywizją, gdzie 22 września dostała się do niemieckiej niewoli. Mjr Eugeniusz Szary w poszukiwaniu resztek dywizjonu dotarł do Błonia, gdzie podczas próby przebicia się do Warszawy poległ 23 września. W trakcie walki dywizjonu jego tabory pod dowództwem ppor. rez. wet. Tadeusza Łożyńskiego oderwały się w powstałym zamieszaniu i pomaszerowały na Sanniki, gdzie w trakcie marszu zostały w większości rozproszone przez ataki niemieckiego lotnictwa. W rejon Wyszogrodu dotarły tylko resztki taborów ze względu, że prawy brzeg Wisły był obsadzony przez oddziały niemieckie, tabor został zlikwidowany, a żołnierze w małych grupkach rozpoczęli przedzieranie się ku Warszawie. 

## Obsada personalna
Dowództwo
- dowódca dywizjonu - mjr Eugeniusz Szary
- adiutant dywizjonu - ppor. rez. Adam Ciesielski, Adam Władysław Cegielski[14]
- oficer zwiadowczy - ppor. Stefan Zwierzyński
- oficer obserwacyjny -
- oficer łącznikowy -
- oficer łączności - por. rez. Zdzisław Julian Gierliński
- dowódca kolumny amunicyjnej - plut. pchor. rez. Eugeniusz Iwanow
- dowódca 1 baterii armat - por. Franciszek Kłos
  - oficer zwiadowczy -
  - oficer ogniowy - ppor. Edmund Marciniak
- dowódca 2 baterii haubic - kpt. Bruno Pawlik
  - oficer zwiadowczy -
  - oficer ogniowy - ppor. Zbigniew Sikorski